# Kabinetschef
Een kabinetschef is in de Belgische politiek de persoon die het kabinet van een beleidspersoon leidt. De koning, de ministers, de provinciegouverneurs, de burgemeesters en schepenen van de grootste Belgische steden kunnen een chef selecteren, die het kabinet van de betrokkene aanstuurt. Hij of zij is een directe stafmedewerker en vertrouweling van de beleidsvoerder, en heeft voor deze taak een aantal medewerkers ter beschikking. Anders dan de minister, draagt een kabinetschef in het staatkundig bestel geen politieke verantwoordelijkheid.
De functie van kabinetschef in het Belgische staatsrecht is op geen enkele manier vergelijkbaar met de functie van minister-president van het kabinet in Nederland.

## Geschiedenis
De ministeriële kabinetten zijn georganiseerde instellingen geworden in de loop van de twintigste eeuw. De coalities van verschillende politieke partijen die in deze eeuw de regeringsvorming ondersteunden gaven hiertoe aanleiding. De behoefte aan veelvuldig overleg, alsook een zekere argwaan tegenover de ambtenarij, die in zijn geheel of in de persoon van zijn bestuurders, niet noodzakelijk eenzelfde politieke gezindheid had als de minister, gaven hiertoe aanleiding.
Als kabinetschef worden soms erkende experten of academici aangesproken, in sommige gevallen wars van hun (vermeende) politieke overtuiging. Meestal gaat het om vertrouwde en bekende personen, die reeds geruime tijd hun waarde hebben bewezen als parlementair medewerker van een parlementslid, werkend voor de partij, de studiedienst van de partij of een bevriende organisatie uit het middenveld behorend tot dezelfde politieke zuil.
De kabinetschef wordt veelal ondersteund door een of meerdere adjunct-kabinetschefs. Vaak wordt er bij een minister met meerdere beleidsdomeinen een adjunct per bevoegdheid geselecteerd. Het kabinet dat de kabinetschef dient aan te sturen kan variëren van een twintigtal medewerkers tot meer dan honderd, afhankelijk van het aantal beleidsdomeinen van de politicus. In de jaren 1980 had een kabinetschef soms een kabinet met 200 tot 250 personeelsleden. Veelal - vooral voor de uitvoerende of lagere functies - gaat het om ambtenaren die, voor de periode van hun werkzaamheid op het kabinet, gedetacheerd worden. De minister kan echter ook, voor alle functies op zijn kabinet, in de eerste plaats voor die van kabinetschef, beroep doen op vertrouwelingen die niet tot de administratie behoren en wiens lot gehecht is aan dat van de minister.
Een kabinetschef zal veelal in naam van de minister informatie uitwisselen met de ministeries, en is de soms exclusieve maar in elk geval geprivilegieerde adviseur van de politicus, niet enkel voor politiek advies (verdedigen van het standpunt van de partij, electorale overwegingen) maar ook voor technische of juridische overwegingen, de timing van de ministeriële initiatieven en interventies, de afweging van opportuniteiten of de haalbaarheid van het geplande beleid. Maar ook in de beleidsuitvoering en de opvolging en evaluatie van het beleid kunnen de kabinetschef en zijn medewerkers actief zijn. Het is mogelijk dat een kabinetschef of een van de leden van het kabinet de minister vergezelt of vervangt in vergaderingen, bij werkbezoeken of bij het ontvangen van externe delegaties, lobbyisten, belangen-, actie- en drukkingsgroepen. Ook vormen de verschillende kabinetschefs geregeld een schaduwministerraad waarin overleg plaats grijpt over dossiers die het beleidsdomein van een minister overschrijden.
Het opnemen van een positie als kabinetschef wordt soms gezien als een voorbereiding voor een eigen politieke carrière. Ook worden sommige kabinetschefs beloond voor bewezen diensten door hun benoeming in een aanzienrijke functie binnen het bestuursapparaat.

## Gekende kabinetschefs in België
- Jan Ceuleers was kabinetschef van Roger De Wulf, gemeenschapsminister van gezondheidsbeleid, nadien werd hij directeur-generaal televisie van de BRT;
- Luc Coene was kabinetschef van premier Guy Verhofstadt en werd nadien benoemd als vice-gouverneur en vervolgens gouverneur van de Nationale Bank van België;
- John Crombez was kabinetschef van Freya Van den Bossche, vice-premier alvorens zelf senator, volksvertegenwoordiger en staatssecretaris te worden;
- Herman Daems was kabinetschef van Eric Van Rompuy, Vlaamse minister van Economie en Media, en werd nadien onder meer voorzitter van de GIMV en de KU Leuven;
- Jean-Luc Dehaene was kabinetschef van premier Wilfried Martens om later zelf eerste minister te worden;
- Jannie Haek was lange tijd kabinetschef van Johan Vande Lanotte in verschillende ministerposities en werd nadien gedelegeerd bestuurder van de NMBS-Holding en van de Nationale Loterij;
- Yasmine Kherbache was kabinetschef van eerste minister Elio Di Rupo;
- Gwendolyn Rutten was kabinetschef van Vlaams ministers Fientje Moerman en Dirk Van Mechelen (2005-2009);
- Jan Smets was kabinetschef van premiers Martens en Dehaene (1991-1994) en was gouverneur van de Nationale Bank van België;
- Johan Vande Lanotte was tot zijn eigen verkiezing als volksvertegenwoordiger kabinetschef van Louis Tobback, toenmalig minister van Binnenlandse Zaken;
- Jacques van Ypersele de Strihou was de laatste kabinetschef van koning Boudewijn en de enige kabinetschef van koning Albert II;
- Fons Verplaetse was kabinetschef van premier Wilfried Martens vooraleer hij gouverneur werd van de Belgische Nationale Bank;
- Steven Vanackere was kabinetschef van minister Jos Chabert.

## Kabinetschefs in de 19de eeuw
Tijdens de eerste decennia van het koninkrijk België werd het regeringshoofd doorgaans "kabinetschef - chef de cabinet" genoemd en de regering "het kabinet". Het was de tijd toen de regeringsraad nog door de koning zelf werd voorgezeten. De minister van Binnenlandse Zaken werd toen als de belangrijkste minister beschouwd, zonder nochtans de titel van eerste minister te dragen. Deze benaming verdween stilaan om te worden vervangen door die van "eerste minister". Ook in die tijd hadden ministers enkele directe medewerkers, die echter geen afzonderlijk korps, buiten de bevoegde administratie, vormden.